# Дербисек
Дербисек (каз. Дербісек) — село в Сарыагашском районе Туркестанской области Казахстана. Административный центр Дербисекского сельского округа. Находится примерно в 16 км к северо-востоку от районного центра, города Сарыагаш. Код КАТО — 515451100.

## История
Село образовано в 1993 году путём объединения сёл Кирово (быв. Кауфманское) и Тоболино (быв. Константиновка). Объединённые населённые пункты основаны в конце XIX века — Кауфманское русскими, а Константиновское немецкими переселенцами. В конце ХIХ — начале XX веках в одной из сёл была построена церковь.

## Население
В 1999 году население села составляло 9709 человек (4931 мужчина и 4778 женщин). По данным переписи 2009 года, в селе проживали 11 234 человека (5685 мужчин и 5549 женщин).